# Aconitum kojimae
Aconitum kojimae är en ranunkelväxtart som beskrevs av Michio Tamura. Aconitum kojimae ingår i släktet stormhattar, och familjen ranunkelväxter. Utöver nominatformen finns också underarten A. k. ramosum.